# 格雷梅
格雷梅，又譯哥乐美或葛芮美 (Göreme，希腊语: Κόραμα ("Korama"))，位于“仙女烟囱（fairy chimney）”岩层中间，土耳其卡帕多细亚地区的一个城市，位于安纳托利亚中部的内夫谢希尔省，大约有2,500人口。
格雷梅的原名有Korama，默蒂亚纳，麦坎和阿夫哲拉尔，当其附近成为重要的旅游目的地，卡帕多细亚的旅游中心时，出于实际的原因，更名为格雷梅。
1985年，格雷梅国家公园被列为世界遗产。
格雷梅所在的地点自古罗马时期形成定居地点。基督教当时在该地区流行，今天仍然可以看到许多当时的岩石教堂。
格雷梅有许多装饰华丽的岩洞教堂，如钮扣教堂（Tokali Kilise），苹果教堂（Elmalı Kilise）、圣巴巴拉教堂（Azize Barbara Kilisesi）、蛇教堂（Yilanlı Kilise）、黑暗教堂（Karanlık Kilise）、凉鞋教堂（Çarıklı Kilise），还有许多雕刻进岩层中的住宅和鸽子屋。

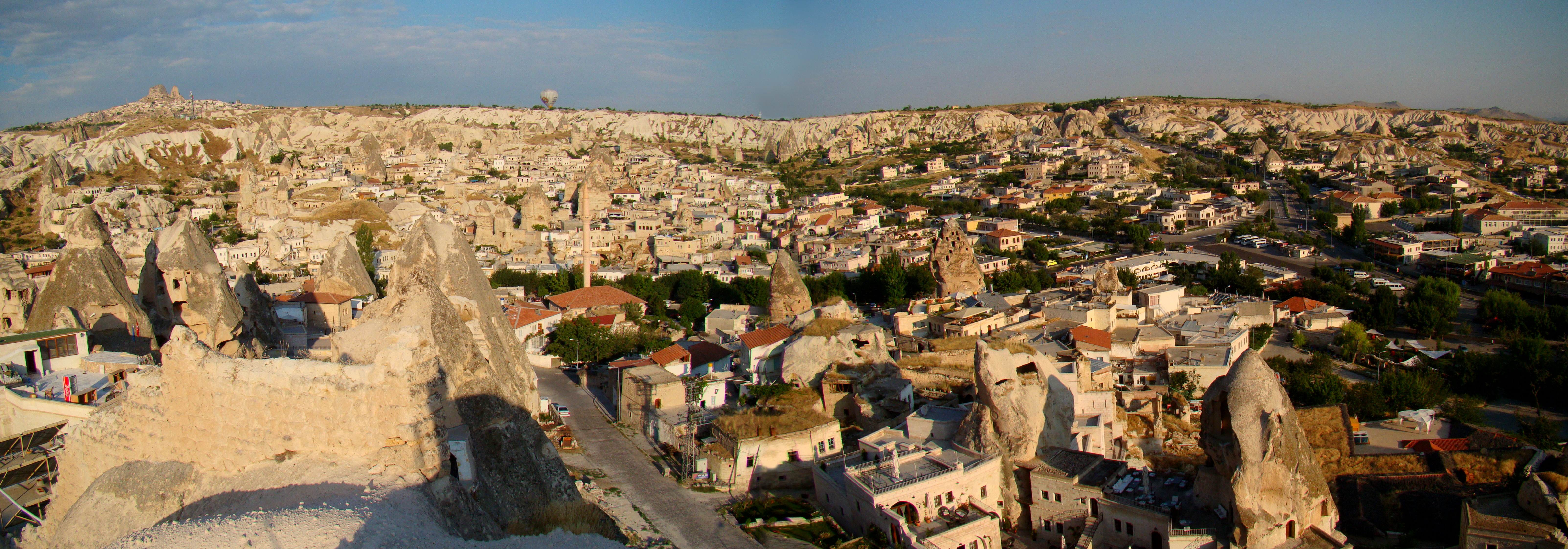
格雷梅全景